# Jan Palouš (Eishockeyspieler)

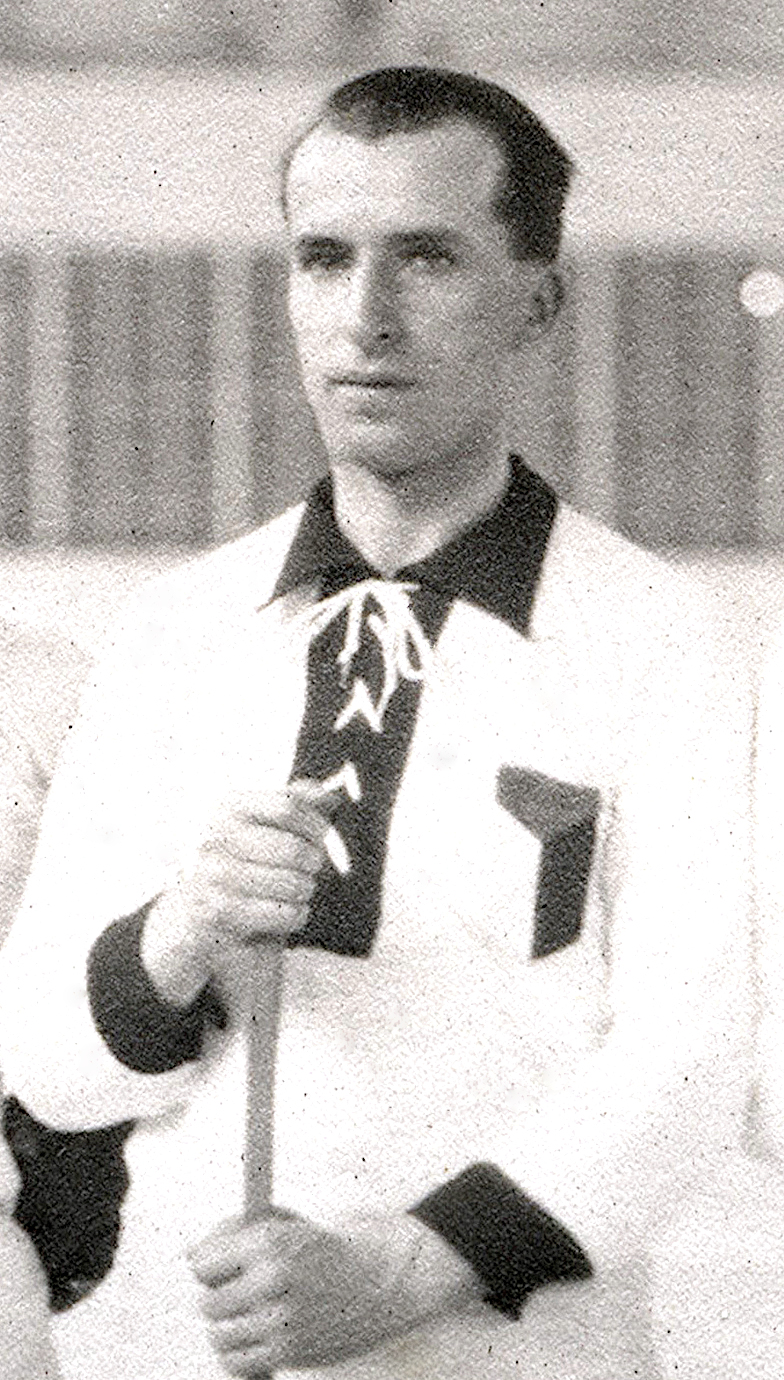
Jan Palouš (1920)

Jan Arnold Palouš (bis 1947 Jan Leopold Alois Pallausch; * 25. Oktober 1888 in České Budějovice, Böhmen; † 25. September 1971 in Prag, Tschechoslowakei) war ein böhmisch-tschechoslowakischer Eishockeyspieler.

## Karriere
Jan Palouš probierte während seines Studiums verschiedene Sportarten aus. Sein erstes internationales Eishockeyturnier bestritt er beim Coupe de Chamonix 1909, als er einer Auswahlmannschaft böhmischer Studenten (České mužstvo akademické, auch Hokejoví mušketýři) angehörte. In den folgenden Jahren lief er dann für die Česká sportovní společnost (tschechische Sportgesellschaft) auf. Ab 1922 war er für den SK Slavia Prag aktiv.
Mit der böhmischen Eishockeynationalmannschaft wurde er bei den Europameisterschaften 1911 und 1914 jeweils Europameister. Bei den Olympischen Sommerspielen 1920 in Antwerpen gewann er mit der tschechoslowakischen Nationalmannschaft die Bronzemedaille im olympischen Eishockeyturnier. Vier Jahre später nahm er auch am olympischen Eishockeyturnier der Winterspiele in Chamonix teil.

## Erfolge und Auszeichnungen
- 1911 Goldmedaille bei der Europameisterschaft
- 1914 Goldmedaille bei der Europameisterschaft
- 1920 Bronzemedaille bei den Olympischen Sommerspielen
- 2010 Aufnahme in die Tschechische Eishockey-Ruhmeshalle